# Thingers
Thingers ist ein Stadtteil von Kempten (Allgäu) mit rund 9500 Einwohnern. Der 1394 als Tegans erwähnte Ort gehörte von 1818 bis 1935 der Gemeinde Sankt Lorenz an, die schließlich mit ihren letzten Bestandteilen 1972 zu Kempten eingemeindet wurde. Thingers stellt sich zusammen aus Thingers I und Thingers II.

## Geographie
Thingers befindet sich auf einer Höhe von 678 Metern an Kemptens nördlichem Stadtrand. Umgeben ist Thingers von Gründlandschaft, hier sind die Schwabelsberger Weiher zu nennen. Geteilt wird Thingers durch einen Tobel, der durch den linken Iller-Zufluss Rottach entstand.

## Geschichte

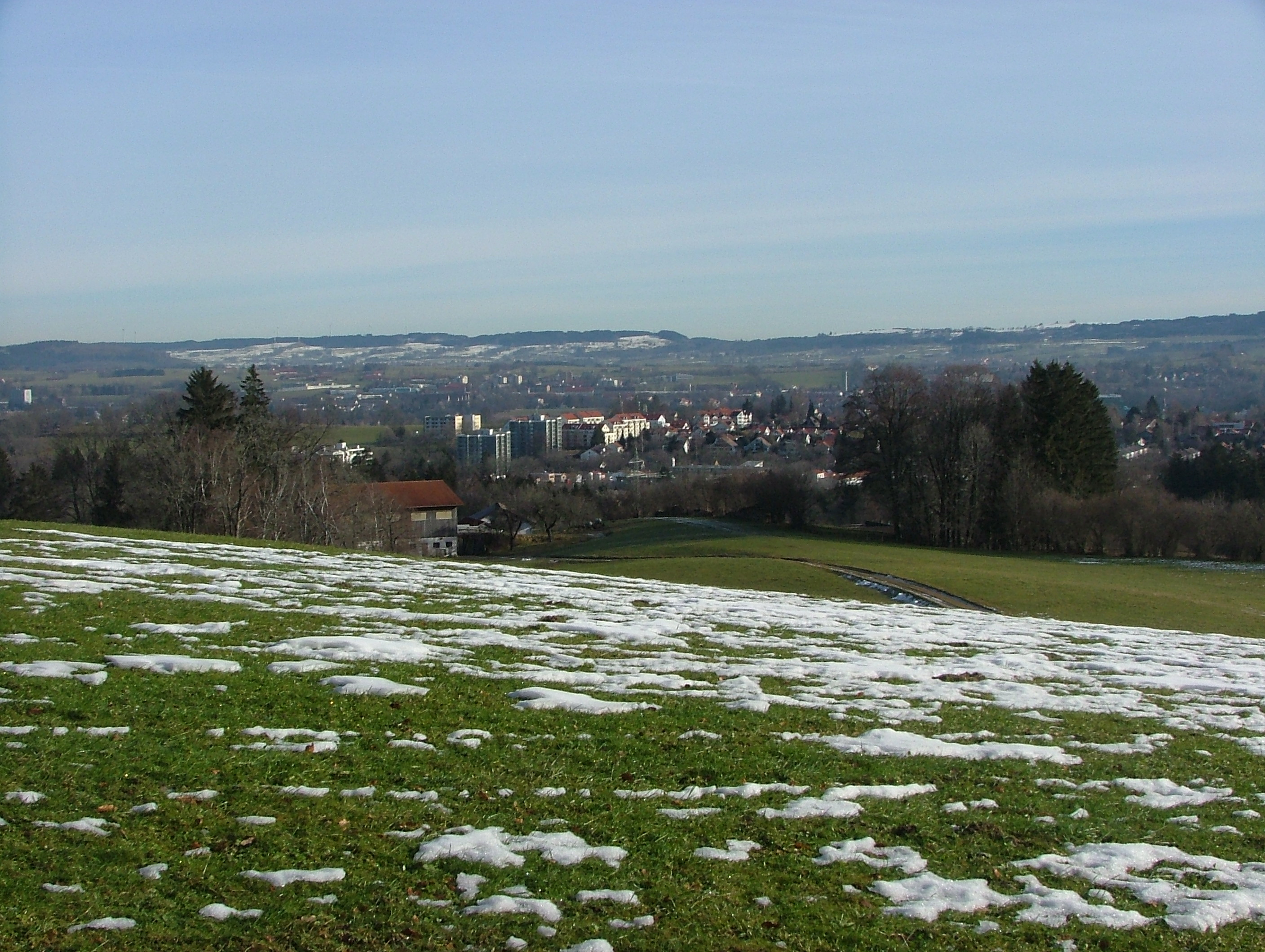
Blick auf Thingers vom angrenzenden Mariaberg (2003)

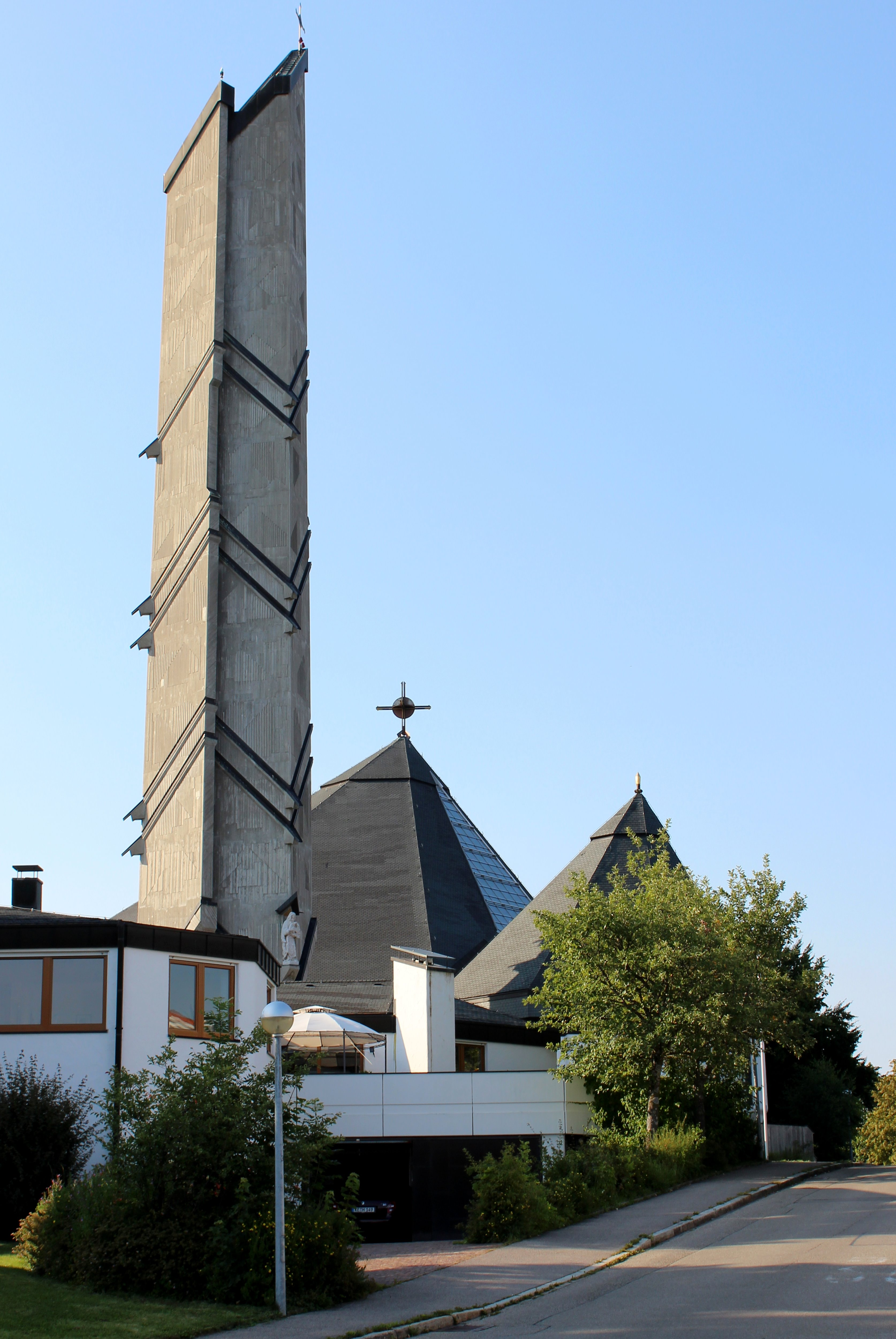
Kirche St. Hedwig
in Thingers (2012)

Eine der ersten Erwähnungen von Thingers als Tegans fand 1394 statt, als im Salbuch des Fürststifts Kempten, dass vom Fürstabt Friedrich von Hirschdorf veranlasst wurde. Ziel dieses Buchs war die Aufzeichnung aller Guthaben, die dem Fürststift in Form einer Abgabe zuzufließen hatten. In diesem Fall war ein Degan oder Tegan verpflichtet Abgaben zu zahlen.
In der Folgezeit kam es zu zahlreichen unterschiedlichen Schreibweisen; 1451 wurde ein Töngast, 1463 ein Tegers, 1526 Tagers und 1533 Tingers genannt. 1734 wurde Dingarz erwähnt.
1818 wurde Thingers der neuen Gemeinde Sankt Lorenz angeknüpft; hierbei gehörte ein Teil der Hauptmannschaft Mariaberg, der andere Teil zu Hofammannschaft. Thingers I wurde zeitweilig zu Heggers bzw. Lämmlings, Thingers II wurde als Prestlings verstanden.
Am 1. April 1935 wurde Thingers mit vielen weiteren Orten nach Kempten umgegliedert. Ab den 1960ern wurde Thingers zu einem Gebiet mit einem schnellen Bautempo und einer hohen Baudichte geplant. 1961 lebten laut einer Volkszählung keine 100 Einwohner in Thingers I und II. 1973 gab es im Bereich Thingers fast 4000 Wohnungen, wobei auch die Bereiche der angrenzenden Stadtteile Lotterberg und Halden mitgezählt wurden. 1975 wurde ein Einkaufszentrum für den Stadtteil eröffnet, um die Nahversorgung zu sichern. Das schnelle Bevölkerungswachstum erforderte den Bau von neuen Kirchen, 1971 wurde ein Pfarrhaus mit Kindergarten eröffnet, 1967 wurde die dazu gehörige Markuskirche eingeweiht. Weitere Kirchen in dem Bereich war die in den 1960ern erbaute Michaelskirche und die 1986 fertiggestellte Hedwigskirche.
In Thingers besteht eine im Vergleich zum städtischen Durchschnitt überproportionale Konzentration ausländischer Bürger, wodurch untereinander auch Konflikte entstanden und sich entluden. Bei den Migranten handelt es sich überwiegend um Menschen aus der ehemaligen Sowjetunion – darunter Aus- und Spätaussiedler – und der Türkei. Vor allem in den 1990ern entbrannte in Thingers zwischen den beiden Gruppen ein Bandenkrieg, der dem Stadtviertel einen schlechten Ruf einbrachte. Mittlerweile hat sich dieser bei weitem gebessert; laut permanenter Bürgerbefragung lebt es sich inzwischen gern im Thingers. Durch die baulichen Maßnahmen der Wohnungsbaugesellschaft "die Sozialbau" wurde neuer Wohnraum geschaffen und alte Bestände saniert. Die unterschiedlichen Kulturen fanden zueinander und beteiligen sich an einer nachhaltigen Stadtteilentwicklung.

## Kultur und öffentliche Einrichtungen
In Thingers gibt es neben mehreren Kirchen und Kindergärten, die Astrid-Lindgren-Schule für körperlich und motorisch beeinträchtigte Menschen und die Nordschule als Volksschule.
Um den Integrationswillen der ausländischen Bevölkerung zu beschleunigen, schlossen sich 2001 Bürger im ikarus.thingers e. V. zusammen, der in Thingers Kultur-, Sport- und Integrationsveranstaltungen unternimmt. Der Stadtjugendring Kempten richtete für Thingers 1995 ein eigenes Jugendzentrum ein und seit 2003 verfügt Thingers über ein eigenes Stadtteilbüro mit integriertem Seniorenbüro.